# Andreas Walter
Andreas Walter (* 1973) ist ein deutscher Wirtschaftswissenschaftler und seit 2009 Professor für Finanzdienstleistungen an der Justus-Liebig-Universität Gießen.

## Leben
Walter absolvierte zunächst eine Banklehre bei der Dresdner Bank AG, an die er ein Studium der Betriebswirtschaft an der Eberhard-Karls-Universität Tübingen anschloss. Im Jahr 2002 promovierte er am Lehrstuhl für Bankwirtschaft bei Werner Neus zum Thema „Rationales Herdenverhalten bei externen Effekten“; für seine Dissertation erhielt er den Promotionspreis der Eberhard-Karls-Universität Tübingen.
Nachdem er einige Zeit bei Rauser AG (heute Towers Watson - Germany) als Vorstandsassistent tätig gewesen war, wechselte er als Stipendiat und Postdoktorand ins Graduiertenkolleg „Unternehmensentwicklung, Marktprozesse und Regulierung in dynamischen Entscheidungsprozessen“; währenddessen absolvierte er auch einen Forschungsaufenthalt an der Ross School of Business der University of Michigan.
Im Anschluss daran ging Walter nach Tübingen, wo er als wissenschaftlicher Assistent am Lehrstuhl für Bankwirtschaft der Eberhard-Karls-Universität Tübingen tätig war und sich im Jahr 2008 habilitierte. Nachdem er zunächst eine Lehrstuhlvertretung an der Universität Trier übernommen hatte, erhielt er schließlich im Jahr 2009 den Ruf auf die Professur für Finanzdienstleistungen an der Universität Gießen.
Walters Forschung ist vornehmlich auf die Kapitalmarktforschung ausgerichtet, insbesondere auf das Entscheidungsverhalten von Marktteilnehmern, speziell auf das sog. Herdenverhalten. Für seine Forschungstätigkeit erhielt er zahlreiche Auszeichnungen, beispielsweise den SWX Best Paper Award, dem Walther-Rathenau-Preis sowie dem Forschungsförderpreis für Nachwuchswissenschaftler der Commerzbankstiftung.
Seit 2015 ist er Vorsitzender der wissenschaftlichen Kommission Bankbetriebslehre/Finanzierung (BA-FI) des Verbands der Hochschullehrer für Betriebswirtschaft (VHB).

## Publikationen

### Monographien
- Andreas Walter u. a.: DIN SPEC 77222:2014-04 - Standardisierte Finanzanalyse für den Privathaushalt. Beuth Verlag, Berlin.
- Rationales Herdenverhalten bei externen Effekten. Dissertationsschrift. Universität Tübingen, 2002.

### Arbeitspapiere
- C. Bannier, T. Pauls, A. Walter: CEO-Speeches and Stock Returns: Introducing a German Dictionary for Computer Aided Quantitative Content Analyses. 2016.
- T. Meyll, T. Pauls, A. Walter: When do Households fail to repay their debt? The role of financial literacy and gender. 2016.
- T. Pauls, O. Stolper, A. Walter: Trust and the supply side of financial advice. 2015.

### Beiträge in Fachzeitschriften (Auswahl)
- C. Homale, A. Walter: Delisting als Regulierungsaufgabe. In: Zeitschrift für Unternehmens- und Gesellschaftsrecht. Vol. 2016, No. 5, 2016, S. 679–728.
- T. Beck, J. Grunert, W. Neus, A. Walter: What Determines Collection Rates of Debt Collection Agencies? forthcoming. In: Financial Review. 2016.
- J. Doukas, A. Walter: European Financial Management Association (EFMA) Annual Meetings: A retrospective evaluation. In: European Financial Management. Vol. 21, No. 4, 2015, S. 790–810.
- A. Kadel, A. Walter: Do scholars in Economics and Finance react to alphabetical discrimination? In: Finance Research Letters. Vol. 14, 2015, S. 64–68.
- D. Arand, A. Kerl, A. Walter: When do sell-side analyst reports really matter? shareholder protection, institutional investors and the informativeness of equity research. In: European Financial Management. Vol. 21, No. 3, S. 524–555.
- M. Baltzer, O. Stolper, A. Walter: Home-field advantage or a matter of ambiguity aversion? Local bias among German individual investors. In: European Journal of Finance. Vol. 21, No. 9, 2015, S. 734–754.

### Sonstige Publikationen (Auswahl)
- A. Walter: Einstiegsgehälter von Hochschulabsolventen. In: Wirtschaftswissenschaftliches Studium. Vol. 33, 2004, S. 55–57.
- F. Eisele, A. Walter: Tracking Stocks, in: Das Wirtschaftsstudium. Vol. 31, 2002, S. 65.
- F. Eisele, W. Neus, A. Walter: Funktionsweise und Bewertung von Zinsswaps. In: Das Wirtschaftsstudium. Vol. 30, 2001, S. 700–707.